# مرسى لك
مرسى لك
منطقة ساحلية تقع في اقصى شمال شرق ليبيا، تحديدا شرق طبرق بحوالي 85 كيلومتر وهي تتبع إداريا لبلدية بئر الأشهب.
تعتبر المنطقة من الوجهات السياحية المفضلة للكثير من سكان المدن المجاورة لجمال طبيعتها وروعة شواطئها.
يوجد بالمنطقة ميناء بحري صغير، ويوجد بها أيضا عدد من المباني الأثرية.